# Плукас, Игнас
Игнас Плукас (лит. Ignas Plūkas; родился 8 декабря 1993 года, Каунас, Литва) — литовский футболист, вратарь клуба «Кауно Жальгирис». Игрок сборной Литвы.

## Биография
Родился 8 декабря 1993 года в Каунасе, Литва. Воспитанник спортивной школы клуба «Каунас»[уточнить].
Начинал игровую карьеру в клубах «Савинге» (Кайшядорис) во второй лиге и «Каунас» в первой лиге. В 2011 году был основным вратарём «Каунаса» в высшей лиге Литвы, сыграв за сезон 18 матчей. В 2013—2015 годах числился в вильнюсском «Жальгирисе», но за основную команду не играл. На правах аренды выступал за ФК «Шяуляй» в высшей лиге и за «Утенис» в первой и высшей лигах. В 2016—2018 годах играл за ФК «Тракай», стал вице-чемпионом Литвы 2016 года и финалистом Кубка Литвы 2015/16. В 2017 году сыграл 5 матчей в Лиге Европы. В 2018—2020 годах играл за клуб «Судува», где лишь два раза вышел на поле. Чемпион Литвы 2019 года. Обладатель (2019) и финалист (2020) Кубка Литвы, в финальных матчах не играл.
С 2021 года играет в основном составе ФК Хегельманн. В сезоне 2021 года сыграл за команду во всех 36 матчах чемпионата Литвы.
23 июля 2020 года принимал участие в качестве запасного вратаря в матче против ФК «Банга». Провёл всю игру на скамейке запасных, при этом получил красную карточку от основного судьи матча. 
Вызывался в сборную Литвы в 2017—2018 годах, но тогда на поле не вышел. Снова начал вызываться с 2021 года. 25 марта 2022 года дебютировал за национальную сборную в товарищеском матче против Сан-Марино (2:1), отыграв первый тайм и не пропустив голов.